# Hypodiscus synchroolepis
Hypodiscus synchroolepis là một loài thực vật có hoa trong họ Restionaceae. Loài này được (Steud.) Mast. mô tả khoa học đầu tiên năm 1865.